# Don Nelson
Donald "Don" Arvid Nelson (Muskegon, Michigan, 15. svibnja 1940.) umirovljeni je američki profesionalni košarkaš. Igrao je na poziciji niskog krila, a izabran je u 3. krugu (17. ukupno) NBA drafta 1962. od strane Chicago Zephyrsa. Trenutačno je glavni trener Golden State Warriorsa. Nelson je trenutačno najstariji trener u ligi, te je jedan od četvorice aktivnih trenera koji imaju više od 1000 trenerskih pobjeda.

## Igračka karijera
Nakon uspješne srednjoškolske karijere, Nelson se odlučio na pohađanje sveučilišta u Iowi. Ondje je proveo četiri sezone te je svoju sveučilišnu karijeru zaključio s prosjekom od 21.1 poena i 10.5 skokova po utakmici i izborom u All-American momčad. Izabran je kao 17. izbor NBA drafta 1962. od strane Chicago Zephyrsa. Nakon jedne sezone u dresu Zephyrsa, Nelson je mijenjan u Los Angeles Lakerse. Nakon dvije sezone u Lakersima, Nelson je, kao slobodan igrač, potpisao za Boston Celticse. U prvoj sezoni u dresu Celticsa, Nelson je prosječno postizao 10,2 poena i 5,4 skoka po utakmici te je, kao važan igrač s klupe, pomogao momčadi osvojiti NBA naslov. Do kraja svoje, a i karijere u Bostonu, Nelson je osvojio još četiri NBA naslova. U NBA finalu 1969., u sedmoj utakmici serije, Nelson je postigao jedan od najslavnijih koševa u NBA povijesti. Nakon što se lopta odbila do Nelsona, nekoliko sekundi prije kraja, Nelson je uputio šut i lopta se odbila visoko u zrak. Međutim lopta je, po povratku, prošla kroz obruč i donijela vrijednu pobjedu Celticsima i još jedan NBA naslov čime su osvojili 11. NBA naslov u 13 godina. Svoju karijeru, Nelson je završio 1976. godine te je, u NBA povijesti, ostao zapamćen kao jedan od najboljih šestih igrača lige. 1978. godine, uprava Boston Celticsa, umirovila je njegov dres s brojem 19.

## Trenerska karijera
Odmah po završetku svoje igračke karijere, 1976. godine, Nelson preuzima mjesto glavnog trenera Milwaukee Bucksa. Prvu nagradu za trenera godine, Nelson je osvojio u sezoni 1982./83. te je još jednu u sezoni 1984./85. Nelson je u tradicionalnu košarkašku taktiku, unio tzv. point forwrad kojim su niska krila preuzimala nadzor nad napadom. Ta taktika, omogućila je Bucksima naslov pobjednika Centralne divizije i nastup u nekoliko doigravanja tijekom 80-ih. Nakon deset sezona, Nelson je odstupio s mjesta glavnog trenera i odlučio preuzeti Golden State Warriorse, kao potpredsjednik i trener kluba. U sezoni 1991./92., Nelson je osvojio svoju treću nagradu za trenera godine. Tijekom svog boravka u Warriorsima, Nelson je primjenjivao run&gun taktiku te je, unatoč nedostatku visine pod košem, uspio odvesti Warriorse do nekoliko doigravanja. Također, Nelson je bio uspješan i na mjestu potpredsjednika operacija kluba jer je draftirao buduće NBA zvijezde poput Chris Webbera i Latrella Sprewella. Nakon četiri sezone, napustio je Warriorse te je 1994. godine izabran za glavnog trenera Dream Teama II. Dream Team II je, na Svjetskom prvenstvu u Kanadi, s lakoćom osvojio zlatnu medalju. U srpnju 1995. godine, Nelson je preuzeo mjesto glavnog trenera New York Knicksa. Međutim nije se dugo zadržao na klupi Knicksa jer je već u ožujku 1996. godine otpušten. Razlog tome bile su prepirke s upravom kluba i prijedlog o zamjeni Patricka Ewinga i potpisivanja, zvijezde u usponu, Shaquillea O'Neala. 1997. godine, Nelson je postao generalni upravitelj i glavni trener Dallas Mavericksa. Nelson je, zajedno sa Steveom Nashom, Dirkom Nowitzkim, i Michaelom Finleyem, tzv. Big Threem, u četiri uzastopne sezone odveo Maverickse do 50+ pobjeda u regularnom dijelu sezone. Međutim s Raefom LaFrentzom, Shawnom Bradleyem i Dirkom Nowitzkim pod košem, Mavericksi nikada nisu ostvarili NBA finale. 19. ožujka 2005. Nelson je odstupio s mjesta glavnog trenera Mavericksa zbog zdravstvenih problema. 29. kolovoza 2006. Nelson je ponovno preuzeo mjesto glavnog trenera Warriorsa te ih je, već u prvoj sezoni, odveo do senzacionalne pobjede u prvom krugu doigravanja nad prvoplasiranim Dallas Mavericksima. U drugom krugu doigravanja Warriorsi su ipak izgubili od Utah Jazza. Te iste sezone, Nelson je ostvario 1200 trenerskih pobjeda. Prije sezone 2008./09. Nelson je odlučio produžiti ugovor s Warriorsima.

## NBA statistika
| Klub         | Godina    | Uta. | Pob. | Izg. | Pob.–Izg.% | Završetak                  | Uta. vodio | Uta. pob. | Uta. izg. | Rezultat                        |
| ------------ | --------- | ---- | ---- | ---- | ---------- | -------------------------- | ---------- | --------- | --------- | ------------------------------- |
| Milwaukee    | 1976./77. | 64   | 27   | 37   | .422       | 6. u Centralnoj diviziji   | —          | —         | —         | Propustili doigravanje          |
| Milwaukee    | 1977./78. | 82   | 44   | 38   | .537       | 2. u Centralnoj diviziji   | 9          | 5         | 4         | Poraz u polufinalu doigravanja  |
| Milwaukee    | 1978./79. | 82   | 38   | 44   | .463       | 4. u Centralnoj diviziji   | —          | —         | —         | Propustili doigravanje          |
| Milwaukee    | 1979./80. | 82   | 49   | 33   | .598       | 1. u Centralnoj diviziji   | 7          | 3         | 4         | Poraz u polufinalu doigravanja  |
| Milwaukee    | 1980./81. | 82   | 60   | 22   | .732       | 1. u Centralnoj diviziji   | 7          | 3         | 4         | Poraz u polufinalnu doigravanja |
| Milwaukee    | 1981./82. | 82   | 55   | 27   | .671       | 1. u Centralnoj diviziji   | 6          | 2         | 4         | Poraz u polufinalu doigravanja  |
| Milwaukee    | 1982./83. | 82   | 51   | 31   | .622       | 1. u Centralnoj diviziji   | 9          | 5         | 4         | Poraz u konferencijskom finalu  |
| Milwaukee    | 1983./84. | 82   | 50   | 32   | .610       | 1. u Centralnoj diviziji   | 16         | 8         | 8         | Poraz u konferencijskom finalu  |
| Milwaukee    | 1984./85. | 82   | 59   | 23   | .720       | 1. u Centralnoj diviziji   | 8          | 3         | 5         | Poraz u polufinalu doigravanja  |
| Milwaukee    | 1985./86. | 82   | 57   | 25   | .695       | 1. u Centralnoj diviziji   | 14         | 7         | 7         | Poraz u konferencijskom finalu  |
| Milwaukee    | 1986./87. | 82   | 50   | 32   | .610       | 3. u Centralnoj diviziji   | 12         | 6         | 6         | Poraz u polufinalu doigravanja  |
| Golden State | 1988./89. | 82   | 43   | 39   | .524       | 4. u Pacifičkoj diviziji   | 8          | 4         | 4         | Poraz u polufinalu doigravanja  |
| Golden State | 1989./90. | 82   | 37   | 45   | .451       | 5. u Pacifičkoj diviziji   | —          | —         | —         | Propustili doigravanje          |
| Golden State | 1990./91. | 82   | 44   | 38   | .537       | 4. u Pacifičkoj diviziji   | 9          | 4         | 5         | Poraz u polufinalu doigravanja  |
| Golden State | 1991./92. | 82   | 55   | 27   | .671       | 2. u Pacifičkoj diviziji   | 4          | 1         | 3         | Poraz u prvom krugu doigravanja |
| Golden State | 1992./93. | 82   | 34   | 48   | .415       | 6. u Pacifičkoj diviziji   | —          | —         | —         | Propustili doigravanje          |
| Golden State | 1993./94. | 82   | 50   | 32   | .610       | 3. u Pacifičkoj diviziji   | 3          | 0         | 3         | Poraz u prvom krugu doigravanja |
| Golden State | 1994./95. | 45   | 14   | 31   | .311       | (otpušten)                 | —          | —         | —         | —                               |
| New York     | 1995./96. | 59   | 34   | 25   | .576       | (dao ostavku)              | —          | —         | —         | —                               |
| Dallas       | 1997./98. | 66   | 16   | 50   | .242       | 5. u Jugozapadnoj diviziji | —          | —         | —         | Propustili doigravanje          |
| Dallas       | 1998./99. | 50   | 19   | 31   | .380       | 5. u Jugozapadnoj diviziji | —          | —         | —         | Propustili doigravanje          |
| Dallas       | 1999./00. | 82   | 40   | 42   | .488       | 4. u Jugozapadnoj diviziji | —          | —         | —         | Propustili doigravanje          |
| Dallas       | 2000./01. | 82   | 53   | 29   | .646       | 2. u Jugozapadnoj diviziji | 10         | 4         | 6         | Poraz u polufinalu doigravanja  |
| Dallas       | 2001./02. | 82   | 57   | 25   | .695       | 2. u Jugozapadnoj diviziji | 8          | 4         | 4         | Poraz u polufinalu doigravanja  |
| Dallas       | 2002./03. | 82   | 60   | 22   | .732       | 1. u Jugozapadnoj diviziji | 20         | 10        | 10        | Poraz u konferencijskom finalu  |
| Dallas       | 2003./04. | 82   | 52   | 30   | .634       | 3. u Jugozapadnoj diviziji | 5          | 1         | 4         | Poraz u prvom krugu doigravanja |
| Dallas       | 2004./05. | 64   | 42   | 22   | .656       | (dao ostavku)              | —          | —         | —         | —                               |
| Golden State | 2006./07. | 82   | 42   | 40   | .512       | 3. u Pacifičkoj diviziji   | 11         | 5         | 6         | Poraz u polufinalu doigravanja  |
| Golden State | 2007./08. | 82   | 48   | 34   | .585       | 3. u Pacifičkoj diviziji   | —          | —         | —         | Propustili doigravanje          |
| Golden State | 2008./09. | 82   | 29   | 53   | .357       | —                          | —          | —         | —         | Propustili doigravanje          |
| Ukupno       |           | 2316 | 1309 | 1007 | .565       |                            | 166        | 75        | 91        |                                 |

## Vanjske poveznice
- Profil na NBA.com
- Igrački profil  Arhivirana inačica izvorne stranice od 1. listopada 2012. (Wayback Machine) na Basketball-Reference.com
- Trenerski profil  Arhivirana inačica izvorne stranice od 13. travnja 2010. (Wayback Machine) na Basketball Reference.com